# Méridien en médecine traditionnelle chinoise
Pour les articles homonymes, voir Méridien (homonymie).
 (février 2017).
Améliorez-le ou discutez des points à vérifier. 
Les méridiens en médecine traditionnelle chinoise sont des canaux du corps humain, interconnectés, par lesquels circule le qi (氣 en chinois), l'énergie vitale du corps. Il en existe de plusieurs types, liés à l'anma, du Yin et yang et des cinq éléments. L'acupuncture et le shiatsu font partie des applications les plus courantes de cette doctrine, que l'on retrouve également dans certains arts martiaux comme le Tai Chi Chuan.
La communauté scientifique rejette le concept de méridien comme étant issu d'une vision obsolète de la médecine, comme la théorie des humeurs. Il n'existe aucune preuve scientifique de leur existence, et l'acupuncture, supposée reposer sur la connaissance des méridiens, n'a pas été démontrée plus efficace que l'effet placebo.

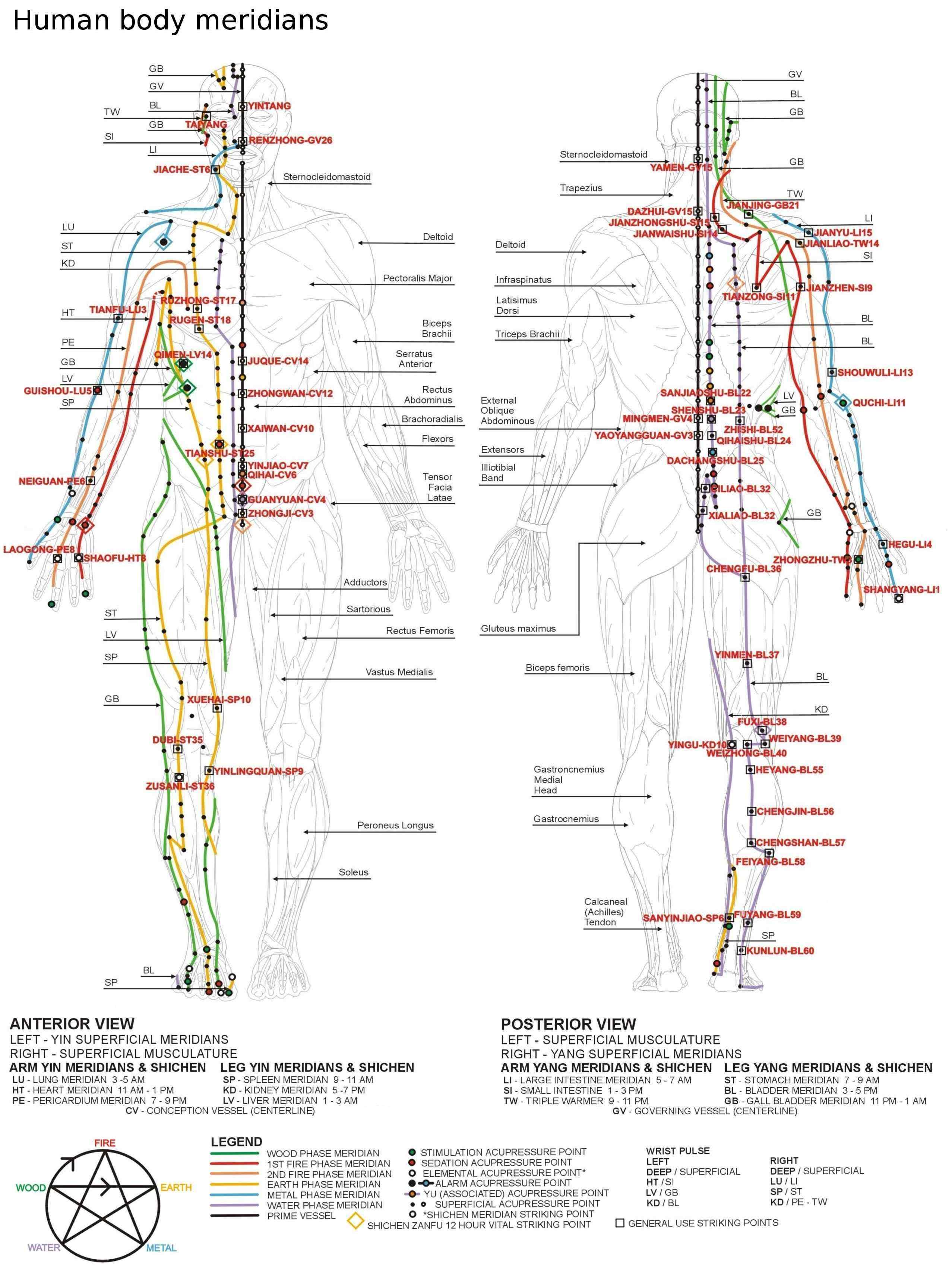
Carte des méridiens humains

En acupuncture traditionnelle, on distingue plusieurs types de méridiens, bien que ces explications soient très variables, parfois même contradictoires en fonction du cadre référentiel historique, il est possible d'en recenser les grandes lignes : les méridiens liés à un organe ou des entrailles (au nombre de 12) et les méridiens ayant une existence propre, précédant le développement des organes et des entrailles.
La médecine chinoise s'appuie sur les déséquilibres observés sur les méridiens et y répond via un large éventail de méthodes : acupuncture, acupression, moxibustion, An Mo / Tui Na, pharmacopée, diététique, exercices énergétiques (qi gong, taiji quan, kungfu…)… qui selon leur promoteurs ont chacun une action précise sur les méridiens.

## Description et fonction des méridiens

### Les douze méridiens réguliers
Chacun des 12 méridiens est relié à un ou plusieurs organes. Ils sont liés entre eux :
- en surface avec les membres supérieur et inférieur, la tête et le tronc,
- en profondeur, avec les organes zang "trésor" (cœur, péricarde, foie, rate, poumon, rein) ou avec les organes fu "atelier" (vésicule biliaire, estomac, intestin grêle, gros intestin, vessie) et San Jiao (le triple réchauffeur qui concerne les parties supérieure, moyenne et inférieure de la cavité du corps))

D'autre part, la face interne des membres et les organes zang sont considérés comme se rapportant à Yīn tandis que la face externe des membres et organes fu sont considérés comme se rapportant à Yáng. Le nom par lequel on désigne chaque méridien comporte donc trois éléments : il peut être main ou pied, Yīn ou Yáng et enfin zang ou fu.
| Nom                                       | Caractéristiques              | Symptômes associés |
| ----------------------------------------- | ----------------------------- | --- |
| Méridien des poumons                      | yin de la main (organes Zang) | oppression, toux, asthme, mal de gorge, rhume banal, frisson et douleur de l'épaule et du dos                                                                                         |
| Méridien du gros Intestin                 | yang de la main (organes Fu)  | douleurs abdominales, diarrhée, constipation, mal de gorge, douleurs dentaires, écoulement nasal                                                                                      |
| Méridien de l'estomac                     | yang du pied (organes Fu)     | gastralgie, œdème, vomissements, paralysie faciale, mal de gorge, douleur à la poitrine et aux genoux                                                                                 |
| Méridien de la rate (et Pancréas)         | yin du pied (organes Zang)    | douleur de la langue, douleur gastrique, vomissements, jaunisse, faiblesse et sensation de corps dur                                                                                  |
| Méridien du cœur                          | yin de la main (organes Zang) | sécheresse de la gorge, douleur au cœur, soif, jaunisse, chaleur des paumes |
| Méridien de l'intestin Grêle              | yang de la main (organes Fu)  | douleur de l'abdomen inférieur, surdité, jaunisse, gonflement des joues, mal de gorge                                                                                                 |
| Méridien de la vessie                     | yang du pied (organes Fu)     | rétention d'urine, mal de tête, maladie des yeux, douleur au dos, à la nuque, aux lombaires et membres inférieurs                                                                     |
| Méridien des reins                        | yin du pied (organes Zang)    | dyspnée, sécheresse de la langue, mal de gorge, lumbago, œdème, constipation, diarrhée, paralysie motrice et atrophie musculaire des membres inférieurs, chaleur de la plante du pied |
| Méridien du péricarde                     | yin de la main (organes Zang) | angine de poitrine, plénitude thoracique, palpitation, irritabilité et agitation, spasme et contracture du coude et du bras                                                           |
| Méridien du triple réchauffeur (San Jiao) | yang de la main (organes Fu)  | œdème, dysurie, surdité, bourdonnements d'oreilles, mal de gorge, enflure de joue, douleur rétro-auriculaire et de l'épaule                                                           |
| Méridien de la vésicule Biliaire          | yang du pied (organes Fu)     | goût amer, vertiges, céphalée, douleur sous maxillaire, douleur à l'angle interne de l'œil, surdité, bourdonnements                                                                   |
| Méridien du foie                          | yin du pied (organes Zang)    | lombago, plénitude thoracique, vomissement, rétention d'urine, hernie, douleur du bas-ventre                                                                                          |

### Les huit méridiens extraordinaires
Aux 12 méridiens majeurs précédents, il faut ajouter huit méridiens dits "extraordinaires" qui ne sont pas reliés à un organe en particulier :
| Nom                           | Caractéristiques                                                   |
| ----------------------------- | ------------------------------------------------------------------ |
| Vaisseau gouverneur (Du Mai)  | il joue le rôle de "gouverneur" de tous les méridiens de type Yáng |
| Vaisseau conception (Ren Mai) | il relie tous les méridiens Yīn                                    |
| Chong Mai                     | Vaisseau vital                                                     |
| Dai Mai                       | vaisseau de ceinture                                               |
| Yinwei Mai                    | vaisseau régulateur du yin                                         |
| Yangwei Mai                   | vaisseau régulateur du yang                                        |
| Yinchiao Mai                  | vaisseau de motilité du yin                                        |
| Yangchiao Mai                 | vaisseau de la motilité yang                                       |

## Usage en acupuncture
L'acupuncture repose pour une grande partie sur la connaissance des méridiens, le praticien insérant ses aiguilles sur leur trajet, à des positions déterminées.
Elle est utilisée dans certains hôpitaux, en spécialité gynécologie - obstétrique principalement.

## Point de vue scientifique
Il n'existe aucune preuve scientifique de l'existence des méridiens,.
Steven Novella a écrit :
« TCM is a pre-scientific superstitious view of biology and illness, similar to the humoral theory of Galen, or the notions of any pre-scientific culture. It is strange and unscientific to treat TCM as anything else. »
— Steven Novella, What Is Traditional Chinese Medicine?

« La médecine traditionnelle chinoise est un point de vue pré-scientifique et empreint de superstition sur la biologie et la maladie, comme la théorie des humeurs de Galien, ou n'importe quelle notion issue d'une culture pré-scientifique. Il est étrange et non scientifique de la considérer autrement. »
— What Is Traditional Chinese Medicine?
Toute la théorie des méridiens qui sous-tend l'acupuncture est considérée comme une pseudo-science,. 